# DNAJC9
DNAJC9 (англ. DnaJ heat shock protein family (Hsp40) member C9) – білок, який кодується однойменним геном, розташованим у людей на короткому плечі 10-ї хромосоми. Довжина поліпептидного ланцюга білка становить 260 амінокислот, а молекулярна маса — 29 910.
| 10         |  | 20         |  | 30         |  | 40         |  | 50         |
| ---------- |  | ---------- |  | ---------- |  | ---------- |  | ---------- |
| MGLLDLCEEV |  | FGTADLYRVL |  | GVRREASDGE |  | VRRGYHKVSL |  | QVHPDRVGEG |
| DKEDATRRFQ |  | ILGKVYSVLS |  | DREQRAVYDE |  | QGTVDEDSPV |  | LTQDRDWEAY |
| WRLLFKKISL |  | EDIQAFEKTY |  | KGSEEELADI |  | KQAYLDFKGD |  | MDQIMESVLC |
| VQYTEEPRIR |  | NIIQQAIDAG |  | EVPSYNAFVK |  | ESKQKMNARK |  | RRAQEEAKEA |
| EMSRKELGLD |  | EGVDSLKAAI |  | QSRQKDRQKE |  | MDNFLAQMEA |  | KYCKSSKGGG |
| KKSALKKEKK |  |            |  |            |  |            |  |            |

A: Аланін

C: Цистеїн

D: Аспарагінова кислота

E: Глутамінова кислота

F: Фенілаланін

G: Гліцин

H: Гістидин

I: Ізолейцин

K: Лізин

L: Лейцин

M: Метіонін

N: Аспарагін

P: Пролін

Q: Глутамін

R: Аргінін

S: Серин

T: Треонін

V: Валін

W: Триптофан

Кодований геном білок за функціями належить до шаперонів, фосфопротеїнів. 
Локалізований у клітинній мембрані, цитоплазмі, ядрі, мембрані.